# رالف غريفز
رالف غريفز (بالإنجليزية: Ralph Graves)‏ هو كاتب سيناريو ومخرج وممثل أمريكي، ولد في 23 يناير 1900 في كليفلاند في الولايات المتحدة، وتوفي في 18 فبراير 1977 في سانتا باربارا في الولايات المتحدة.

## وصلات خارجية
- رالف غريفز على موقع IMDb (الإنجليزية)
- رالف غريفز على موقع ألو سيني (الفرنسية)
- رالف غريفز على موقع أول موفي (الإنجليزية)
- رالف غريفز على موقع قاعدة بيانات الأفلام السويدية (السويدية)
- رالف غريفز على موقع قاعدة بيانات الفيلم (الإنجليزية)
- رالف غريفز على موقع كينوبويسك (الروسية)